# Манастир Стрмац
Манастир Стрмац је подигнут на темељима старог манастира који датира из 1313. године, који је срушен за време Турака. Касније је 1680. године подигнута црква посвећена Светим Јоакиму и Ани. Налази се у селу Батоте, највећем у Србији по површини, и данас припада Епархији крушевачкој.

## Предање
Манастир је по предању, откривен тако што је један дечак, који је боловао од губе (лепре), заспао под једном зовом, и у сну му се јавило да лежи на светом месту. Када се пробудио, видео је да је сав очишћен од болести, док му је само на левој руци остао ожиљак да сведочи да је некад имао губу. Отишавши својој кући, у село Шошиће, и све испричавши својим родитељима и мештанима, они сами кренуше да откопавају и налазе темеље цркве. Ктитор цркве није познат али је поуздано народна задужбина. Сама црква је приземна грађевина – брвнара.
Манастир је познат као целебни и доста људи долази недељом и празницима да им се чита молитва за здравље, а брачни парови који немају деце долазе како би добили грожђе са лозе Светог Симеона из Хиландара. Стрмац је једно време био испосница манастира Студенице, а повезује их иста слава – Мала Госпојина. Манастир слави још и Јоакима и Ану, и Светог Илију.
Грађани Бруса и Лепенца су 1937. повели акцију за обнову манастира. За време Другог светског рата Стрмац је био женски манастир, под управом игуманије Косијане, где је било 12 монахиња. Били су ту и монаси из Валама старог, чији је отац Флавијан сахрањен у Стрмцу. Од 1949. године, Стрмац је мушки манастир.